# حسینعلی هروی
حسینعلی هروی (زادهٔ ۱۲۹۷ خ. در گرگان - وفات ۶ اردیبهشت ۱۳۷۲ در تهران) نویسنده، مترجم، حافظ پژوه و استاد دانشگاه ایرانی است.

## زندگی
حسینعلی هروی حافظ پژوه، شارح، مترجم و استاد دانشگاه در سال ۱۲۹۷ در گرگان متولد شد. پدربزرگ وی حبیب الله خان سررشته‌دار، عضو محکمه حقوق استرآباد و جد اعلایش حاج شیخ عبدالصمد خان مقصودلو موقرالملک از چهره‌های سرشناس گرگان بودند.
او پس از اتمام تحصیلات ابتدائی در گرگان، به تهران رفت و دورهٔ متوسطه را در آنجا گذراند. سپس وارد دانشگاه تهران شد و در رشته زبانهای خارجه در سال ۱۳۲۲ لیسانس گرفت.
او از شاگردان بدیع‌الزمان فروزانفر بوده است.
در سال ۱۳۲۴ به عنوان دبیر زبان فرانسه در آموزش و پرورش مشغول به کار شد.
او در سال‌های ۱۳۲۵ تا ۱۳۲۸ رئیس آموزش و پرورش و رئیس فرهنگ شهرستان گناباد بود و به عنوان اولین لیسانسهٔ شاغل به خدمت در گناباد شناخته می‌شود.
در سال ۱۳۳۴ برای ادامهٔ تحصیل عازم فرانسه شد و در دورهٔ دکترای مدرسه عالی «السنه شرقی» دانشگاه پاریس نام‌نویسی کرد و موفق به اخذ درجه دکترا در رشته فرهنگ و تمدن اسلامی شد.
او پس از اتمام تحصیلات به ایران بازگشت و به تدریس، تألیف، مقاله‌نویسی و ترجمه روی آورد. تسلطش بر زبان فرانسه موجب شد تا کتب معروفی چون «فرهنگ البسه» از راینهارت پیتران دُزی، «زندگی نامه داستایوسکی» از هانری تروا، «درس‌هایی برای خوش زیستن در زندگی زناشویی» آندره موروا و یک جلد از کتاب «تاریخ بزرگ جهان» را ترجمه کند. ترجمهٔ کتاب «فرهنگ البسهٔ مسلمانان» در رشتهٔ ترجمهٔ ادبی، برندهٔ جایزهٔ سلطنتی در سال ۱۳۴۵ گردید.
رسالهٔ دکترای او در سال ۱۳۴۹ دربارهٔ «مذاهب موجود در خلیج فارس» در دانشکدهٔ الهیات به تصویب رسید.
بزرگترین سبب شهرت هروی، کتاب چهار جلدی «شرح غزل‌های حافظ» است که پس از سالها تحقیق در سال ۱۳۶۷ منتشر شد. این کتاب حاصل ۱۵ سال فعالیت و تحقیق اوست.
هروی به سبب بیماری ریوی در تهران درگذشت و بنا به وصیت خود در شهر گرگان در جوار بستگان خود به خاک سپرده شد.
فواد نظیری در کتاب شب زنبیل سیاهی‌ست که ترجمه‌ای از آثار گابریلا میسترال است از جانب احمد رضا احمدی نوشته که هروی اولین بار در کیهانِ ماه، شماره اول، خرداد ۱۳۴۱، میسترال را با ترجمه شعر دعا برای آن‌ها که خودکشی کرده‌اند به زبان فارسی معرفی می‌کند و شگفتا که خود پیرانه‌سر، رنج تلخِ بی‌مهری‌ها و بازی‌های روزگار را تاب نیاورد و به گونه‌یی دردبار خودکشی کرد.

## آثار

### ترجمه
- «فرهنگ البسهٔ مسلمانان» (راینهارت پیتران دُزی)
- زندگینامهٔ داستایوسکی (اثر هانری تروا)
- «درسهایی برای خوش زیستن در زندگی زناشویی» (آندره موروا)
- «تاریخ بزرگ جهان» (مجلد یازدهم)[۵]
- زندگینامهٔ پوشکین (هانری تروا)[۶]

### تألیف
- «شرح غزلهای حافظ» (۴ مجلد)
- جستارهای پژوهشی و نوشته‌های خاطراتی (گردآورنده: عنایت الله مجیدی)

### مقالات
همچنین متن کامل تعدادی از مقالات او را می‌توان در «پایگاه مجلات تخصصی نور» دید.